# Friedrich Max Ludewig

Friedrich Max Ludewig

Friedrich Max Ludewig (* 31. August 1852 in Schneidemühl; † Oktober 1920) war ein deutscher Politiker (DDP).

## Leben und Wirken
Nach dem Besuch des Gymnasiums in Marienburg und Berlin studierte Ludewig Rechtswissenschaften an den Universitäten Leipzig und Berlin. In Leipzig wurde er Mitglied der Landsmannschaft Afrania. Im Anschluss an eine längere Tätigkeit als Kammergerichtsreferendar und die Promotion zum Dr. jur. erlangte Ludewig 1880 die Befähigung zum Richteramt. Er arbeitete nun als Syndikus und Rechtsanwalt in Aachen und später in Erfurt, wo er als Stadtverordneter der Erfurter Stadtverordnetenversammlung sein erstes politisches Amt übernahm.
Während des Kaiserreiches wurde Ludewig Mitglied des Provinziallandtages der Provinz Sachsen und von 1913 bis 1918 Mitglied des Preußischen Abgeordnetenhauses für den Wahlkreis Erfurt Stadt und Land.
Am Ersten Weltkrieg nahm Ludewig von 1914 bis 1917 als Hauptmann der Landwehr teil.
Von Januar 1919 bis Juni 1920 saß Ludwig als Abgeordneter der Deutschen Demokratischen Partei (DDP) für den Wahlkreis 36 (Thüringen) in der Weimarer Nationalversammlung.
Ludwig war zudem als Syndikus und Vorstandsmitglied im privaten Feuerversicherungswesen tätig und gehörte dem Versicherungsbeirat beim Aufsichtsamt für Privatversicherung seit dessen Gründung an.
Ludewig war Direktor der Thuringia-Versicherung.